# Nicanor (diacre)
Pour les articles homonymes, voir Nicanor.
Nicanor fut l'un des sept premiers diacres de l'Église chrétienne et choisi par Jésus-Christ comme l'un des Septante disciples. À part la mention de son nom sur la liste des premiers diacres (Ac 6:3-5), rien n'en est dit dans les écrits néo-testamentaires.
Une tradition le fait martyr à Jérusalem en compagnie d'Étienne, tandis qu'une autre le dit supplicié à Chypre au Ier siècle.
Il est célébré le 28 décembre par l'Église catholique romaine et, avec quatre autres diacres, le 28 juillet, par les Églises catholiques et orthodoxes.
Il est également célébré localement, notamment par l'Église orthodoxe chypriote, le 10 janvier

## Citation
Actes des Apôtres - chapitre 6 - versets 3 à 5 :
« Cherchez plutôt parmi vous, frères, sept hommes de bonne réputation.... La proposition plut à toute l'assemblée et l'on choisit Étienne... Philippe, Prochore, Nicanor, Timon, Parménas et Nicolas... ».